# Mühle im Weiler

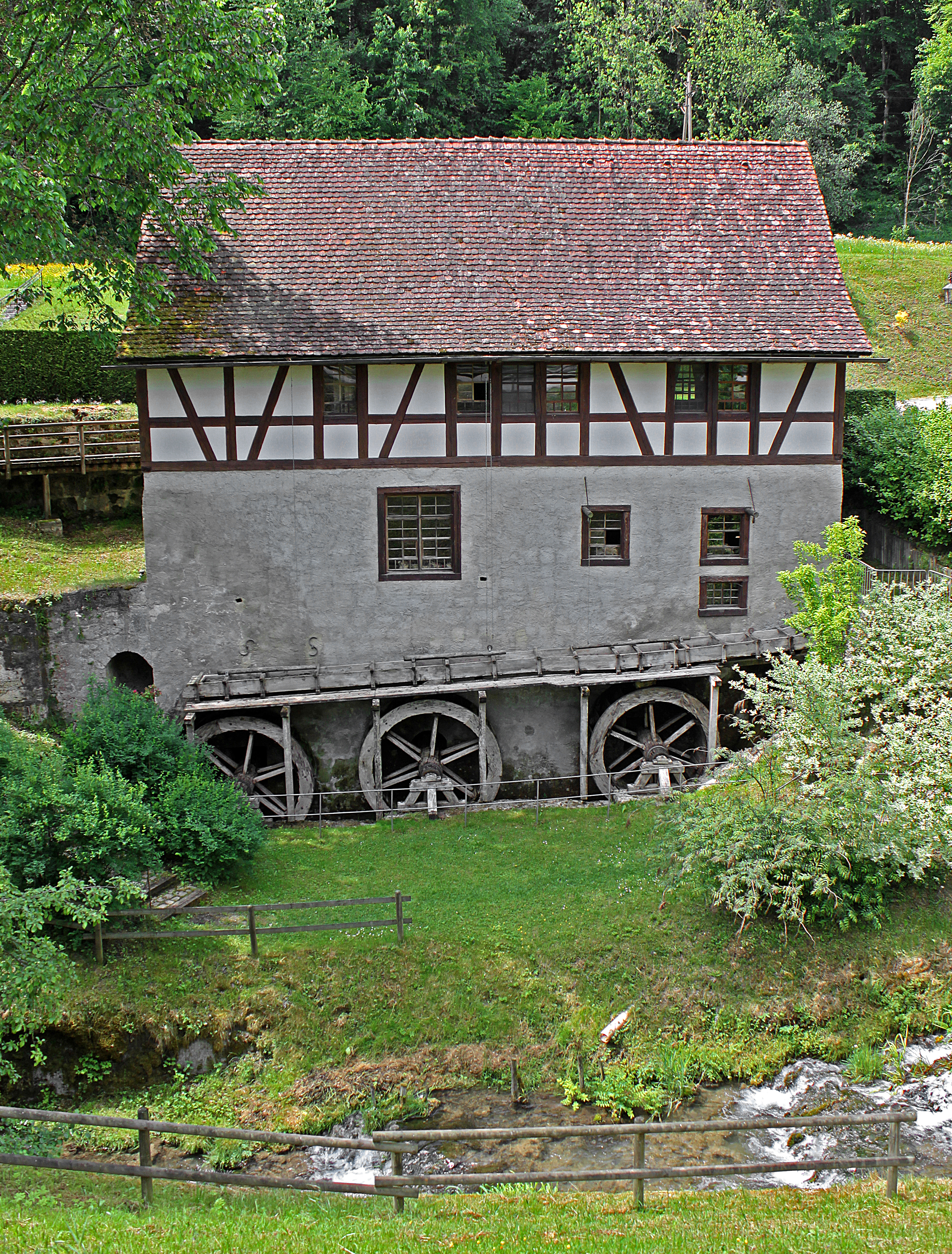
Gips- und Mahlmühle im Weiler am Weilergraben

Die Mühle im Weiler steht in Blumegg-Weiler im untersten Seitental des Baches Weilergraben zur Wutachschlucht zwischen den Dörfern Blumegg und Grimmelshofen der Stadt Stühlingen im Landkreis Waldshut.

## Geschichte
Die Mühle wurde im 13. Jahrhundert unter den Herren von Blumegg errichtet. Im 15. Jahrhundert erwarb das Kloster St. Blasien die Mühle. In einer Notlage, Güter des Klosters waren 1435 durch Hans von Krenkingen und Weissenburg  und seinen Gesellen geplündert worden, verkaufte das Kloster 1436 die Mühle an den Edlen Thüring II. von Hallwyl und Friedrich von Wartenberg, Abt des Klosters Reichenau. 1457 kaufte Abt Nikolaus Stocker den Besitz zurück. 1732 ist Leonz Rendler erster namentlich genannter Müller. Ab 1856 wurde die Familie Bausch Besitzer der Mühle. 1927 wurde sie umfassend erweitert. Die Familie Bausch betrieb sie bis 1939.

## Mühltechnik
Die Mühle verfügt über drei Mühlräder, mehrere Mahlwerke und ein Stampfwerk bzw. Poche zum Stampfen von Gips, Früchten oder Knochen, vorrangig für die Düngung. Die Gipsstampfe wurde 1927 eingerichtet als der Gipsabbau in der Umgebung eine kurze Blütezeit erlebte, siehe dazu auch: Gipsmuseum Schleitheim.

## Instandsetzung
2002 wurde die Mühle mit Unterstützung durch die Deutsche Stiftung Denkmalschutz und das Landesdenkmalamt Baden-Württemberg komplett restauriert. Es finden fachkundige Demonstrationen und Führungen statt.